# Bodhi Linux
Bodhi Linux je distribuce Linuxu založená na distribuci Ubuntu. Systém má nízké hardwarové nároky i díky využití uživatelského rozhraní Moksha, což je fork rozhraní Enlightenment DR17. Balíčkovacím systémem distribuce je APT a instalace samotná probíhá pomocí aptURL přes webový prohlížeč. První verze 0.1.6 vyšla v únoru 2011.